# European XFEL

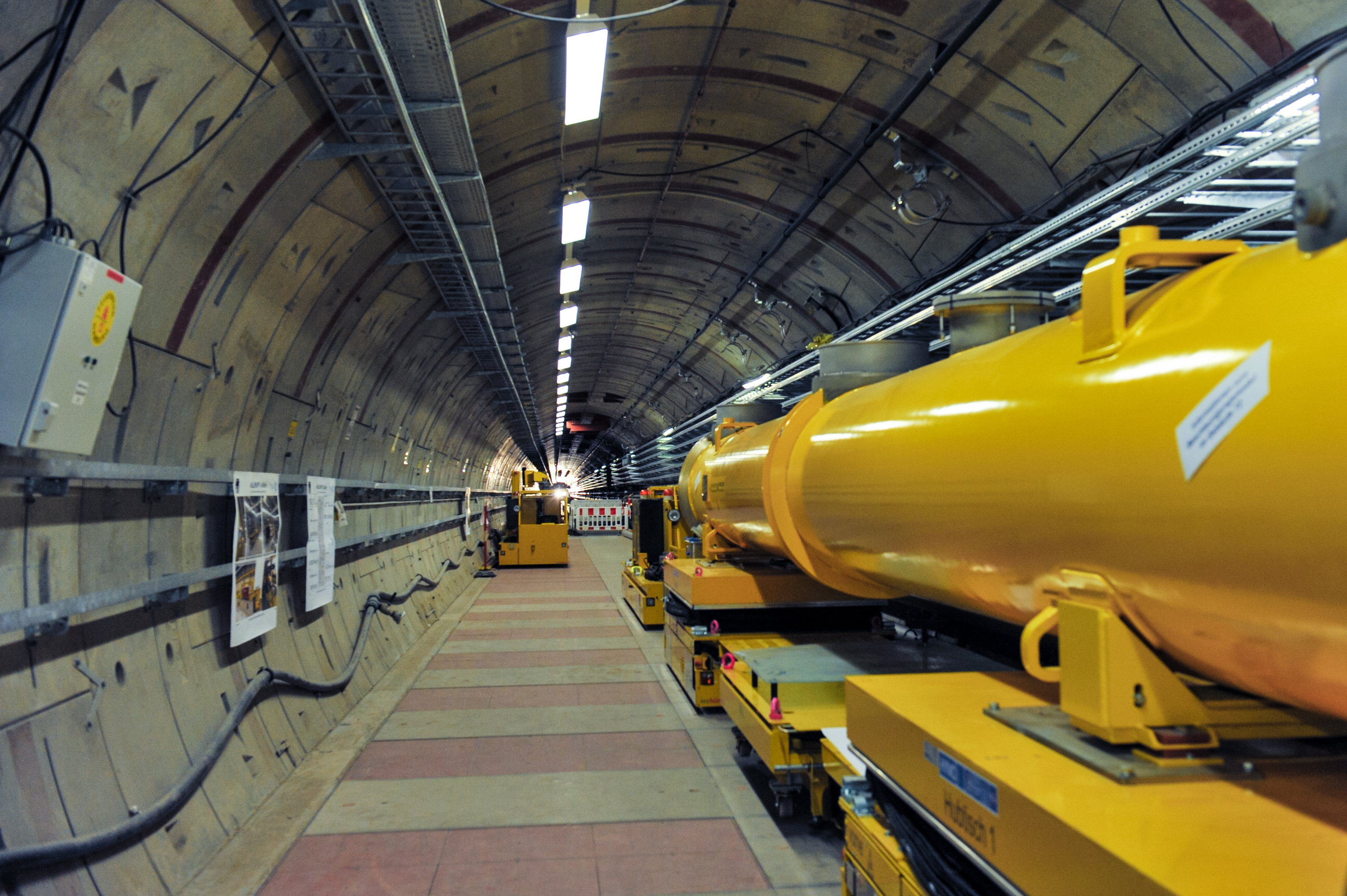
Fragment akceleratora w trakcie montażu.

European XFEL (ang. European X-ray Free Electron Laser) – rentgenowski laser na swobodnych elektronach w synchrotronowym centrum badawczym DESY w Hamburgu. Jest to najbardziej zaawansowane źródło impulsowego, spójnego promieniowania w zakresie twardego promieniowania rentgenowskiego.
Infrastruktura lasera rozpościera się od ośrodka w DESY aż do oddalonej o 3,5 km miejscowości Schenefeld. Ten międzynarodowy projekt łączy naukowców i inżynierów z wielu krajów Europy i świata, w tym z Polski.

## Laser

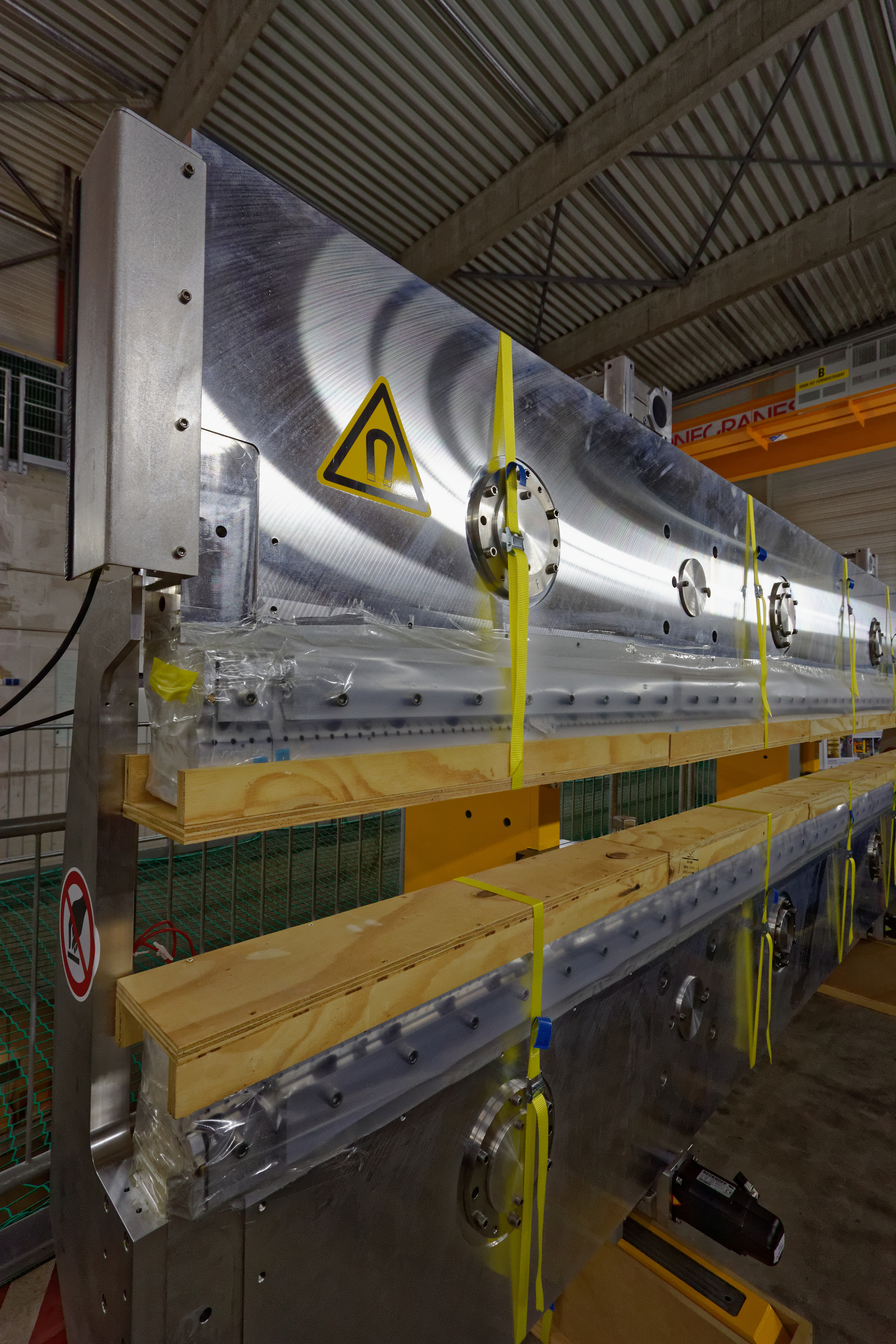
Undulator przed zainstalowaniem.

European XFEL emituje impulsowe wiązki laserowe o bardzo dużej mocy szczytowej, dochodzącej do kilku GW, w zakresie długości fali od 0,05 do 4,7 nanometrów (promieniowanie X). Podstawowa konstrukcja lasera ma 3,4 km długości i jest umieszczona w tunelach ciągnących się z ośrodka DESY w Hamburgu do miasteczka Schenefeld w kraju związkowym Szlezwik-Holsztyn, gdzie znajduje się ośrodek eksperymentalny wraz z podziemną infrastrukturą badawczą.
Urządzenie jest laserem na swobodnych elektronach i składa się z akceleratora i undulatora. Elektrony są przyspieszane w do energii 17,5 GeV za pomocą liniowego akceleratora o długości 2,1 km z nadprzewodzącymi wnękami mikrofalowymi. Zastosowanie nadprzewodzących elementów przyspieszenia opracowanych w DESY pozwala na 27 000 powtórzeń na sekundę, znacznie więcej niż inne lasery rentgenowskie w USA i Japonii. Elektrony są następnie wprowadzane do undulatora, w którym panuje specjalnie ukształtowane zmieniające kierunek pole magnetyczne, zakrzywiające tor ruchu elektronów, co powoduje emisję promieni rentgenowskich, których długość fali mieści się w zakresie od 0,05 do 4,7 nm. Cykliczne zmiany kierunku ruchu elektronów synchronizują się z emitowanym promieniowaniem elektromagnetycznym tworząc impuls spójnego promieniowania.

## Zastosowania
Ze względu na małą długość fali oraz bardzo krótki czas trwania impulsów laserowych (poniżej 100 fs), powstała wiązka ma wiele zastosowań badawczych  w takich dziedzinach jak fizyka, chemia, materiałoznawstwo, biologia, czy nanotechnologia. Mając możliwość dostępu do (docelowo) 10 stacji pomiarowych naukowcy mają obserwować reakcje chemiczne, oglądać trójwymiarowe obrazy struktur z rozdzielczością atomową (np. cząsteczki) a także rejestrować filmy obrazujące dynamikę procesów z femtosekundową rozdzielczością czasową.

## Historia
W lutym 2003 Federalne Ministerstwo Edukacji i Badań Naukowych Niemiec zezwoliło na rozpoczęcie budowy lasera na swobodnych elektronach, jako projekt europejski w ośrodku DESY. W styczniu 2009 wmurowano kamień węgielny i rozpoczęto budowę. Zakończenie prac budowlanych i przygotowanie obiektu do eksploatacji nastąpiło w 2016 roku, 19 kwietnia 2017 zakończono testy części akceleratorowej urządzenia, a testy całego lasera rozpoczęły się w maju. Pełne uruchomienie lasera nastąpiło jesienią 2017.

## Finansowanie
Koszty budowy i uruchomienia ośrodka, to około 1 220 000 000 euro (1 miliard 220 milionów według cen na rok 2005). Projekt realizowany jest przez 11 państw na terenie Niemiec. Wkład Niemiec stanowi 54% – są to fundusze federalne oraz fundusze z miasta Hamburg i kraju związkowego Szlezwik-Holsztyn, gdzie znajdują się urządzenia badawcze. Pozostałe 46% finansują kraje partnerskie, z których największy wkład ma Rosja (23%). Wkłady pozostałych dwunastu krajów wynoszą od 1 do 3,5%. Polska wnosi 3,2% wkładu rzeczowego oraz 2% wkładu ogólnie (finansowego i rzeczowego łącznie).

## Udziałowcy

Udziałowcy

W budowie lasera uczestniczyło 12 państw, z których każde reprezentowane jest przez instytucję z danego państwa. Swój wkład wniosło  11 państw, co jest równoznaczne z wykupieniem akcji:
- Dania: DASTI (Danish Agency for Science, Technology and Innovation);
- Francja: CEA (Commissariat à l'énergie atomique et aux énergies alternatives) oraz CNRS (Centre national de la recherche scientifique);
- Hiszpania: Ministerio de Ciencia e Innovación; (deklarowany wkład)
- Niemcy: DESY (Deutsches Elektronen-Synchrotron);
- Polska: NCBJ (Narodowe Centrum Badań Jądrowych);
- Rosja: OJSC RUSNANO (Open Joint Stock Company RUSNANO);
- Słowacja: Ministerstwo Edukacji;
- Szwajcaria: Staatssekretariat für Bildung und Forschung;
- Szwecja: VR (Vetenskapsrådet, Swedish Research Council);
- Węgry: NIH (National Innovation Office);
- Wielka Brytania: UKRI (UK Research and Innovation)
- Włochy: Ministero dell’Istruzione, dell’Università e della Ricerca;